# Werner-rapporten
Werner-rapporten er en rapport udarbejdet i 1970 af en arbejsgruppe under ledelse af Luxembourgs statsminister Pierre Werner. Den fremlagde anbefalinger om EF's finanspolitik, herunder indførslen af en monetær union, og skulle efter planerne realiseres senest i 1980.